# Perasis transcaspica
Perasis transcaspica là một loài ruồi trong họ Asilidae. Perasis transcaspica được Paramonov miêu tả năm 1930. Loài này phân bố ở vùng Cổ Bắc giới.